# Im Labyrinth des Schweigens
Im Labyrinth des Schweigens is een Duitse film uit 2014 onder regie van Giulio Ricciarelli, gebaseerd op ware feiten. De film ging in première op 6 september op het Filmfestival van Toronto in de sectie Contemporary World Cinema.

## Verhaal
Duitsland 1958, Johann Radmann is een jonge officier van justitie die zich als nieuweling vooral met verkeersovertredingen moet bezighouden. Thomas Gnielka, een journalist, beweert dat zijn vriend een leraar op een school in Berlijn heeft herkend als Charles Schulz, een voormalige kampbewaker van Auschwitz. Tegen de wil van zijn superieuren probeert hij Schulz voor het gerecht te krijgen, ondanks tegenwerking van de regering waar een aantal ex-nazi’s elkaar beschermt. Enkel procureur-generaal Fritz Bauer steunt hem in zijn zoektocht en wil de misdaden, gepleegd in het verleden, publiekelijk maken. Het ontbreekt hen echter aan bewijzen, maar Radmann en Gnielka gaan fanatiek op zoek. Radmann vindt documenten, ondervraagt getuigen en bouwt zo de bewijslast op. In zijn zoektocht naar de waarheid graaft hij steeds dieper in een doolhof van schuld en leugens. Hetgeen hij uiteindelijk aan het licht brengt, zal het land voor altijd veranderen. Begin jaren 1960 wordt een groot aantal oorlogsmisdadigers en ex-kampmedewerkers van Auschwitz veroordeeld in Frankfurt.

## Rolverdeling
| Acteur               | Personage        |
| -------------------- | ---------------- |
| Alexander Fehling    | Johann Radmann   |
| Johannes Krisch      | Simon Kirsch     |
| Friederike Becht     | Marlene          |
| Hansi Jochmann       | Secretaresse     |
| Johann von Bülow     | Otto Haller      |
| Gert Voss            | Fritz Bauer      |
| Robert Hunger-Bühler | Walter Friedberg |
| André Szymanski      | Thomas Gnielka   |
| Tim Williams         | Majoor Parker    |

## Productie
De film werd geselecteerd als Duitse inzending voor de beste niet-Engelstalige film voor de 88ste Oscaruitreiking.